# Parolulis olivescens
Parolulis olivescens är en fjärilsart som beskrevs av George Francis Hampson 1907. Parolulis olivescens ingår i släktet Parolulis och familjen nattflyn. Inga underarter finns listade i Catalogue of Life.